# Phare de Sand Heads
Le phare de Sand Heads est un phare situé dans l'embouchure  du fleuve Fraser dans le détroit de Géorgie, au sud de Vancouver, dans le District régional du Grand Vancouver (Province de la Colombie-Britannique), au Canada.
Ce phare est géré par la Garde côtière canadienne .

## Histoire
Le côté sud de l'embouchure du fleuve Fraser fut d'abord doté d'un bateau-phare nommé South Sand Heads en 1866. Le 20 avril 1878, le bateau-phare chavira lors d'un violent coup de vent. Il fut renfloué et réparé mais, en 1979 jugé inutilisable, il fut remplacé temporairement par la goélette Eliza en attendant la construction d'un phare à l'entrée du fleuve.
Le premier phare a été mis en service en mai 1884. C'était une tour hexagonale en bois reposant sur un socle métallique. Il était équipé d'une lentille de Fresnel et d'une corne de brume. En raison du changement de l'embouchure à cause des sables mouvants, un bateau-phare temporaire fut mis en service en 1912 et le phare fut abandonné. Plusieurs bateaux-phares prirent successivement la station face au fleuve. Un second phare fut mis en service en 1956, juste en bout d'un brise-lames récemment terminé. En 1992, sachant que le phare pourrait s'effondrer à cause du déplacement des sédiments, il fut automatisé.
Un troisième phare fut mis en service en 2002.

## Description
Le phare actuel, datant de 2002, est une tour cylindrique blanche de 7,5 m de haut, entre deux bâtiments techniques, montées sur une plateforme rectangulaire soutenue par de nombreuses piles. Il émet, à une hauteur focale de 13 m, un éclat vert toutes les 5 secondes. Sa portée nominale est de 16 milles nautiques (environ 30 km).
Identifiant : ARLHS : CAN-446 - Amirauté : G-5401 - NGA : 13116 - CCG : 0311 .